# Trasformazione ciclica

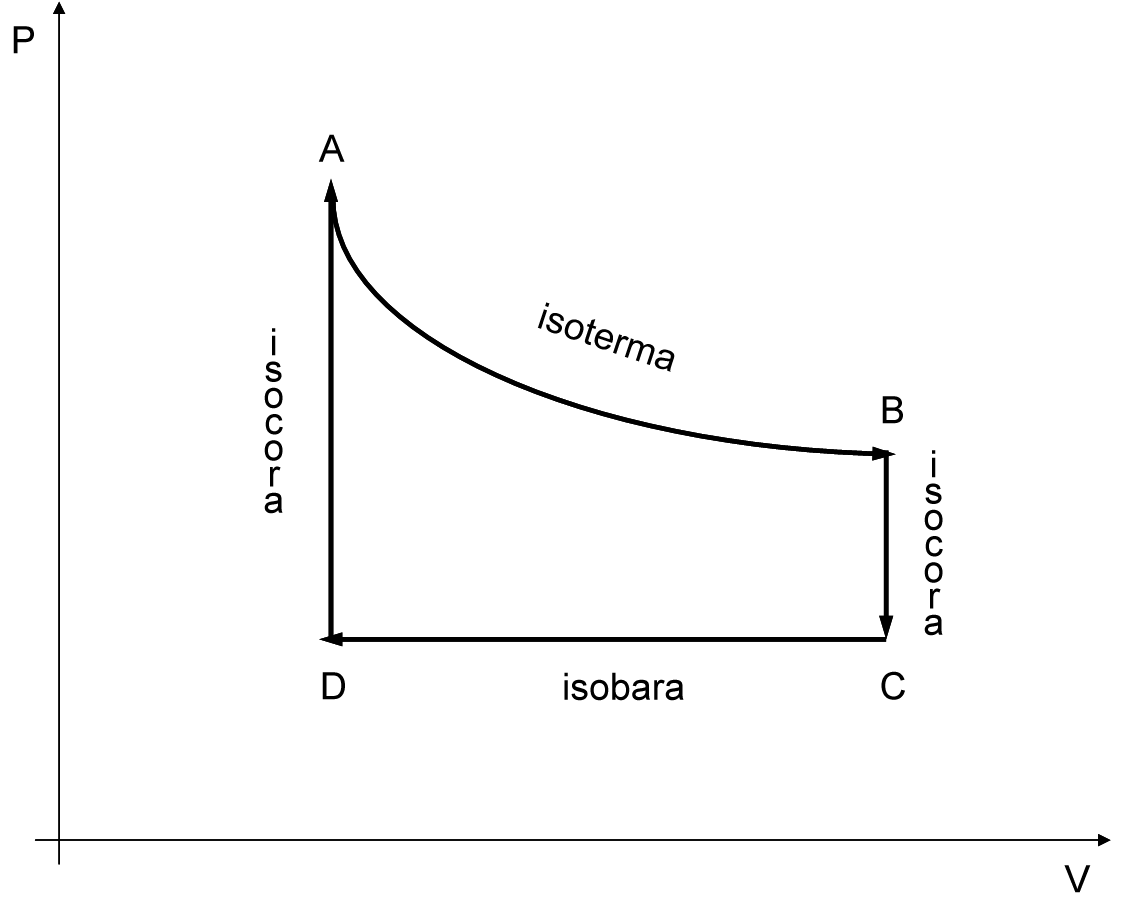
Esempio di trasformazione ciclica nel piano di Clapeyron: isotermica (A-B), isocora (B-C), isobarica (D-C), isocora (D-A).

Una trasformazione ciclica di un sistema fisico è un processo fisico nel quale lo stato finale del sistema coincide con lo stato iniziale, cioè nel diagramma è un'area chiusa quella tracciata dai processi.

## Cicli termodinamici
La trasformazione ciclica in termodinamica prende il nome di ciclo termodinamico: una successione di processi termodinamici nella quale il sistema torna al suo stato iniziale. In tale caso la coincidenza fra stato iniziale e stato finale non si ottiene con una singola trasformazione, ma con un insieme di due o più trasformazioni, nelle quali un fluido evolvente scambia energia termica e lavoro meccanico con l'esterno.
L'energia interna {\displaystyle U} di un sistema termodinamico è una funzione di stato. Poiché in un qualsiasi ciclo termodinamico lo stato iniziale coincide con quello finale, al termine della trasformazione la variazione di energia interna {\displaystyle \Delta U} del sistema risulterà nulla. Come conseguenza del primo principio della termodinamica si ha quindi:
{\displaystyle \Delta U=Q-W=0\,,}
dove {\displaystyle Q} è il calore scambiato dal sistema, mentre {\displaystyle W} è il lavoro compiuto dal sistema durante il ciclo. Dalla suddetta relazione ne deriva l'uguaglianza:
{\displaystyle Q=W\,.}
Per questo motivo, al termine di un qualsiasi ciclo termodinamico, il calore assorbito è uguale al lavoro compiuto dal sistema.

## Il fenomeno dell'isteresi
L'isteresi è un fenomeno fisico che esclude la ciclicità di una trasformazione: in pratica, in molti sistemi reali le trasformazioni cicliche sono impedite da effetti dissipativi, che provocano delle modificazioni irreversibili nella materia, per cui è impossibile ritornare allo stato iniziale dopo che il sistema sia stato modificato.